# Liván López
Pour les articles homonymes, voir López.
Liván López Azcuy, né le 24 janvier 1982 à Pinar del Río, est un lutteur libre cubain.

## Biographie
Le 12 août 2012, il obtient la médaille de bronze aux Jeux olympiques de Londres en catégorie des moins de 66 kg.